# Javor
Javor (znanstveno ime Acer) je rod dreves ali grmičevja. Javorji uspevajo samo na sveži in globoki prsti zato rastejo bolj posamično. Zrastejo lahko tudi do 40 m visoko. 
Vse vrste javorjev odlično medijo, izločajo veliko medičine in cvetnega prahu. 

## Les
Zaradi svoje redkosti je les javorja iskan in dragocen material.
Javorovina vseh vrst je bela do belkasto rumene barve. Javor ne tvori posebej obarvane črnjave. Javorovina ni posebno trajna. Les pa se lahko obdeluje.

### Simbolika
Javor je v Kanadi pomemben nacionalni simbol - pojavi se v kanadski zastavi in na kanadskem kovancu za cent.
- Acer cappadocicum
- Listi Acer carpinifolium
- Listi papirnolubjastega javorja (Acer griseum)
- Cvetovi in mladi listi Acer macrophyllum
- Listi gorskega javorja (Acer pseudoplatanus)
- Listi Acer sempervirens
- Listi mandžurskega javorja (Acer ginnala)
- Jesenski listi Acer rubrum
- Acer palmatum drevesa in bambus na Japonskem
- Trokrpi javor (Acer monspessulanum)
- Listi ostrolistnega javorja (Acer platanoides)
- Jesenski listi Acer palmatum